# Роберт С. Макмилан
Роберт С. Макмилан, амерички астроном који води пројекат Spacewatch. Тај пројекат проучава мале планете. Открио је више небеских тела, међу којима су истакнути 20000 Varuna и периодична комета 208P/McMillan.
Астероид 2289 McMillan носи његово име.